# سامورایی-دوکورو
سامورای-دوکورو (به ژاپنی: 侍所 Samurai-dokoro)، یک سیستم و اداره مخصوص در شوگون‌سالاری کاماکورا و شوگون‌سالاری آشیکاگا بود که در زمان شوگون‌سالاری کاماکورا توسط میناموتو نو یوریتومو سال ۱۱۸۰ تأسیس شده بود. نقش سامورایی-دوکورو محافظت از شوگون و قضاوت دربارهٔ جنایتکاران در زمان صلح و به عهده گرفتن رهبری گوکه‌نین در زمان جنگ بود. این دستگاه همهٔ مسائل زندگی شخصی سربازان و جنگاوران حتی ازدواج، خانواده و تفریحات آنها را بررسی می‌کرد.